# 上水惠州公立學校
上水惠州公立學校（英語：Wai Chow Public School (Sheung Shui)），是一所位於香港新界北區上水的政府津貼男女小學，成立於1956年，以中文、英文以及普通話為教學語言，該校曾於1959年7月至2008年7月期間分拆為上下午校，於同一校舍分時段營辦兩所學校，後於2008年9月重新合併成單一學校。

## 歷史
1945年後，由於國共內戰及新中國成立後的政局和社會動盪，大量難民逃往香港，當中包括爲數衆多的惠州人。1956年，上水惠州同鄉會有限公司於上水石湖墟馬會道東面的天平山村創辦學校，當時爲一典型鄉村學校，至1959年9月開始接受政府津貼，成為政府津貼小學，並分設上午校和下午校，以應付當時區內適齡入學兒童人數不斷上升的態勢。學校早年主要接受原籍惠州的客家子弟入學，至今仍保留爲上水惠州同鄉會成員子女在申請入學程序中加分的傳統，形同其他由新界原居民開辦的鄉村學校。
1984年，由於上水新市鎮的發展，學校獲教育署批准，遷入當時新建的彩園邨之東南角，位於掃管埔路迴旋處西北方的新校舍，學校從「鄉村小學」變成「屋邨小學」，馬會道校舍舊址被政府清拆後成爲上水游泳池及北區運動場的其中一部分。受惠於新市鎮發展，學校的入學人數不斷上升，直至2000年代中期學校上午校仍能維持每個年級開設6班，每班40名學生以上的最高收生人數。憑藉優良的管理和教學，學校逐漸成爲北區區內名校，每年成功入讀區內知名中學的人數也位居前列。
由於收生人數長期爆滿，浮動班問題極之嚴重，學校自特區政府於1998年推出「千禧校舍」計劃及「小學全日制」政策後便積極爭取分拆上下午校並將其中一校遷入清河邨新發展區，但由於當時特區政府不欲支持鄉村辦學背景學校發展，故對學校的要求不予積極回應，遲至2003年才獲教育統籌局分配位於天平邨北面新發展區中計劃興建的新校舍，但條件是上水惠州公立學校要將上下午校合併，並在搬遷新校舍時交出彩園邨的原校舍。
天平路新校舍最終於2008年落成並投入使用，而位於彩園邨的校舍經過翻新後由政府轉交予東華三院馬錦燦紀念小學（原東華三院港九電器商聯會小學下午校）使用；而該校最終亦遷往清河邨。
彩園邨校舍一度獲得保留，用以應付小學學額增加，長遠將拆卸用作公營房屋發展；2023年12月11日房屋局向立法會提交文件，將該校舍改建為簡約公屋。

## 大事年表
- 1956年，上水惠州同鄉會有限公司於創辦學校
- 1959年9月，正式接受政府津貼，成為一間政府津貼小學，並分上、下午班
- 1984年9月，獲教育署批准遷入彩園邨
- 2003年11月，獲教育統籌局分配一所30班的新型校舍，位於上水天平路51號
- 2008年9月，遷往天平路新校舍繼續辦學

## 歷任校長
1. 黃炳文
2. 黃秉善 （1979 - 1998）
3. 胡炳惠（上午校）
4. 梁慶雲（下午校）
5. 周軒宇
6. 陳紹鴻（2005 - 2015）
7. 黃永強（2015 -2018）
8. 鄭風 （2018-）

## 校歌
雖然上水惠州公立學校並無任何宗教背景，但由於學校早年的校董爲基督教徒，故該校的校歌及週會歌皆採用基督教讚美詩的旋律改編並填詞而成。週會歌亦爲該校的特色傳統，每逢週會全體師生頌唱，而其他學校一般只有一首校歌。

### 校歌
（改編自《信靠耶穌真是甜美》）

旭日初昇，朝氣正清新。

兒童們勤上學，多用心。

真誠忠恕，我們要遵行。

仁人愛物，我們要踐守。

光陰一去不復環，趁着童齡好發憤。

活潑健壯，純潔天真。

莫等閒，空負少年身。

毋忘記，這是惠州學校的精神。

### 周會歌
（改編自《信徒精兵歌》）

振起少年精神，英勇自天賦。

奉公守法忠誠，樂為人服務。

效法聖賢榜樣，敬師又孝親。

智慧與歲俱增，要為校爭光。

振起少年精神，期必成大器。

效法萬古完人，誠恕愛兼備。

## 校服
上水惠州公立學校的校服曾經歷一次改革，第一代校服由1950年代開校一直沿用至2008年搬遷新校園前，夏季校服主題色爲杏色，男生穿白色短袖恤衫及杏色短西褲，女生穿白色短袖上衣及杏色吊帶裙或杏色連身裙，運動服則是天藍色上衣和白色運動短褲；冬季校服主題色爲灰色，男生穿白色長袖恤衫及灰色長西褲，女生穿白色長袖上衣及灰色連身裙配灰色長襪，毛衣爲棕色，校褸爲棕色大地牌校褸，運動服則爲淡灰色長袖上衣及長運動褲；不論夏季或冬季都不強制男生佩戴皮帶，亦不需打領帶。第一代校服設計簡潔，充分體現傳統「鄉村小學」及「屋邨小學」的質樸文化，價格較廉宜，其中夏季校服的杏色與白色搭配及天藍色運動服在區內獨一無二，而且沿用數十年，跨越兩代人，具有極強標識性，爲區內居民熟悉。
在2008年搬遷新校園後，由於形象提升的需要，學校進行了校服改革，第二代校服增加了大量捆邊、絲帶等設計元素，亦要求佩戴皮帶、領帶等，甚至增加了英式冬季男生短褲，運動服的配色亦較以往豐富，校褸則換成風衣式設計的校褸，整體校服設計與市區學校趨同。

## 校園
校園佔地約6020平方米。
設施包括三十個課室、大禮堂、多用途教學室、電腦輔助教學室、英語活動室、視覺藝術室、常識室、語言學習室、音樂室、圖書館、學生活動中心以及兩個標準籃球場。

## 著名／傑出校友
- 李培埡（1997年上午校）：九龍樂善堂2022-2023年度丶第三副主席，2003年度丶常務總理 [註 1]
- 鄭文雅：1979年度香港小姐冠軍 / 最上鏡小姐
- 陳倩揚（1996年小六）：前無線電視女藝人、2008年香港小姐亞軍及2009年國際中華小姐亞軍
- 王　菲（2009年下午校）：2019年香港小姐亞軍及最上鏡小姐
- 李聖潑：九龍樂善堂2022-2023年度丶秘書，2018年度、主席
- 何直軒（2010年小六）：香港足球運動員[2]
- 梁博恩：香港男演員、武術指導
- 張文新（1966年小六）：前香港電台助理廣播處長（電台及節目策劃）
- 洪綺敏（1990年小六下午校）：前香港新聞主播